# Lucy Hawking
Pour les articles homonymes, voir Hawking.
Lucy Hawking, née le 2 novembre 1970,, est une journaliste et romancière britannique. Elle est la fille du théoricien et physicien Stephen Hawking et de sa première épouse, Jane Hawking (née Wilde). Elle vit à Londres.

## Éducation et carrière

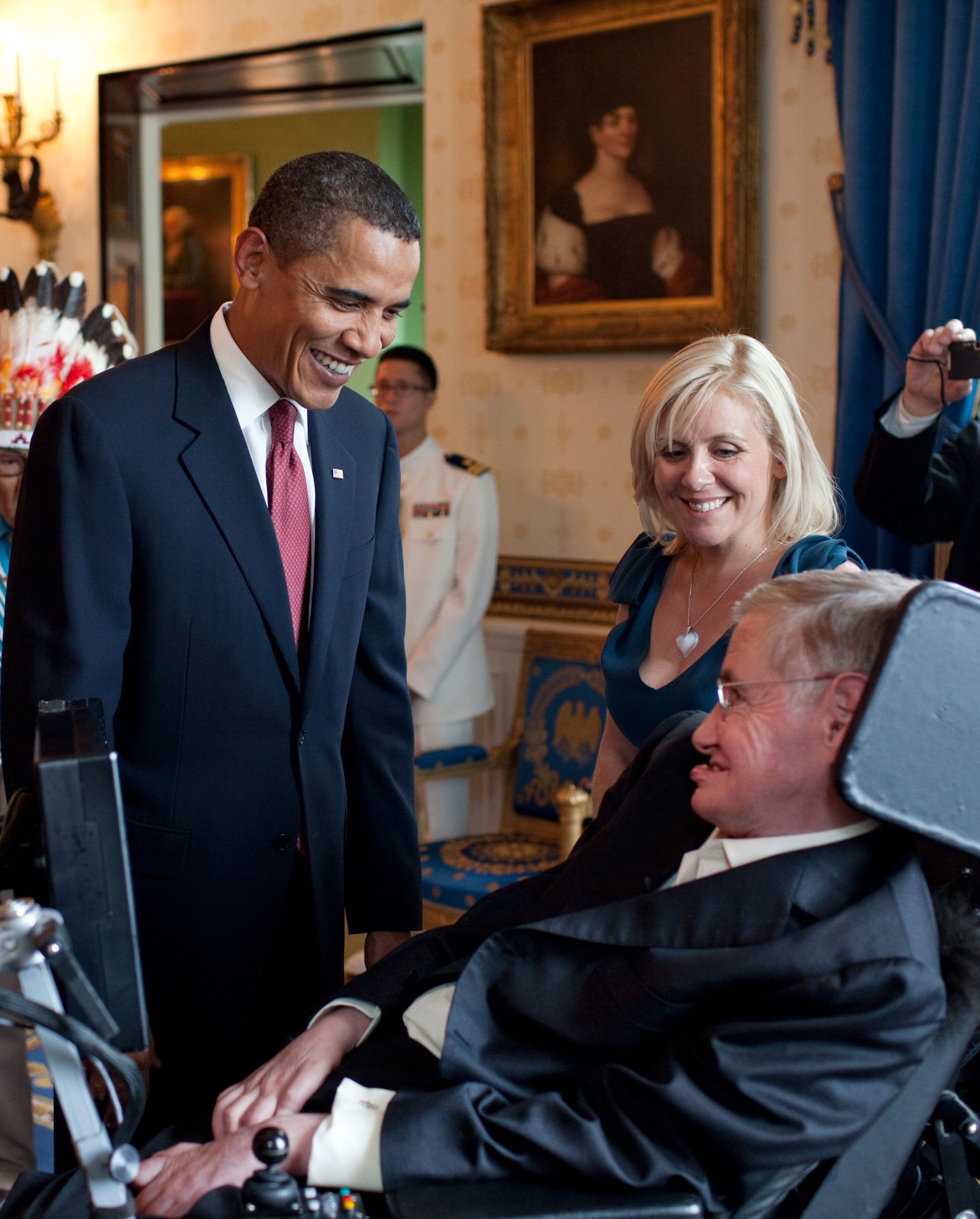
Lucy Hawking et son père, Stephen Hawking, avec le président des Etats-Unis Barack Obama à la Maison Blanche.

Lucy Hawking a étudié le français et le russe à l'Université d'Oxford. Puis elle a travaillé comme journaliste. Elle a travaillé successivement pour le New York Magazine, le Daily Mail, The Telegraph, The Times, et le London Evening Standard, et également travaillé comme journaliste de radio.
Elle a écrit deux romans : Jaded (2004) et Run for Your Life (2005) (également aidé à la publication de The Accidental Marathon).
En 2007, elle a publié Georges et les Secrets de l'Univers, une histoire d'aventure où un petit garçon appelé Georges trouve un moyen de passer à travers un portail généré par ordinateur et voyage autour du Système solaire. Écrit avec son père, Stephen Hawking et son ancien élève de doctorat Christophe Galfard, Georges et les Secrets de l'Univers a été traduit en 38 langues et publié dans 43 pays. En 2009, Georges et les Trésors du cosmos a suivi puis Georges et le Big Bang.
En avril 2008, elle a participé à une série de conférences à l'occasion du 50e anniversaire de la NASA, notamment à une conférence sur les enfants et l'enseignement des sciences. Sur la base de son expérience dans le tourisme mondial et avec la trilogie Georges, elle donne des conférences pour les enfants sur la physique et l'astronomie. Les conférences soulignent la nécessité de faire participer les jeunes aux sciences, à un âge précoce. Elle a remporté le prix Sapio de la vulgarisation scientifique, remis à Rome en octobre 2008. Elle est vice-présidente du National Star College, une fondation qui fournit des soins et une éducation aux jeunes adultes ayant des handicaps multiples et complexes. 
Elle est un membre du personnel administratif de l'Autism Research Centre (ARC), qui est situé au sein de l'école de médecine clinique du département de psychiatrie, Section du développement de la psychiatrie, à l'université de Cambridge. Elle est responsable des Amis de l'ARC. Elle s'est intéressée à l'autisme à l'annonce du diagnostic de son fils William MacKenzie Smith.

## Œuvres
- Jaded, 2005
- Run for Your Life, 2006

### Fiction pour enfants

#### SérieGeorges
Cette série est coécrite avec son père, Stephen Hawking :
1. Georges et les Secrets de l'univers, Pocket Jeunesse, 2007 (George's Secret Key to the Universe, Doubleday, 2007)En collaboration avec Christophe Galfard
2. Georges et les Trésors du cosmos, Pocket Jeunesse, 2009 (George's Cosmic Treasure Hunt, Doubleday, 2009)
3. Georges et le Big Bang, Pocket Jeunesse, 2011 (George and the Big Bang, Doubleday, 2011)
4. Georges et le Code secret, Pocket Jeunesse, 2015 (George and the Unbreakable Code, Doubleday, 2014)
5. Georges et la Lune bleue, Pocket Jeunesse, 2016 (George and the Blue Moon, Doubleday, 2016)